# Populierenwespvlinder
De populierenwespvlinder (Paranthrene tabaniformis), ook wel populierenglasvlinder, is een nachtvlinder uit de familie Sesiidae (wespvlinders). De voorvleugellengte bedraagt zo’n 14 millimeter. De soort komt verspreid over het nearctisch en het palearctisch gebied voor. Hij overwintert twee jaar als rups.

## Waardplanten
De populierenwespvlinder heeft populieren als waardplant, eventueel duindoorn en wilgen.

## Voorkomen in Nederland en België
De populierenwespvlinder wordt in Nederland en in België niet zo vaak waargenomen. Waarschijnlijk is hij echter algemeen; onderzoek met feromoon als lokstof toonde bijvoorbeeld aan dat de soort in de provincie Flevoland in populierenplantages zeer algemeen is. De soort is zonder feromoon echter moeilijk op te sporen, al komt hij ook wel op bloemen. De vlinder kent één generatie die vliegt van halverwege mei tot in augustus.